# Fräulein Zahnarzt
Fräulein Zahnarzt ist ein deutsches Stummfilmlustspiel aus dem Jahre 1919 von Joe May mit seiner Ehefrau Mia May in der Titelrolle.

## Handlung
Das Fräulein Zahnarzt Grace Larsen ist die Tochter des alten Larsen, eines Millionärs. Als Kind reicher Eltern kann sie es sich locker leisten, ihre Patienten ohne Entgelt von ihren Schmerzen zu kurieren. Hilfreich zur Seite steht ihr der schwarze Hausdiener Bambula. Graces Verlobter Kay Roland hat ein althergebrachtes und sehr konservatives Frauenbild und möchte nicht, dass seine Gattin in spe überhaupt arbeitet. Er sieht ihre zahnärztliche Tätigkeit sowieso lediglich als vorübergehende Liebhaberei. Außerdem macht er sich über Graces Großherzigkeit lustig und schleppt seine Verlobte ins Palast-Theater, wo in einer vieraktigen Lustspielgroteske namens „Der Gatte einer Frau mit einem Beruf“ ein Mann seine berufstätige Frau ausgiebig verhöhnt. Die dort gezeigte Frau ist eine Künstlerin. Während sie an einer Leinwand malt, geht alles um sie herum drunter und drüber: das eine Kind plärrt, wird von einem anderen Kind nassgespritzt, und während all dessen ist der Haushund auf den Esstisch gesprungen und frisst alles von den Tellern kahl. Als der holde Gatte heimkommt, schlägt er angesichts dieses Chaos nur noch die Hände über dem Kopf zusammen. Grace ist äußerst erbost, dass sowohl ihr Verlobter als auch ihr Vater sich königlich amüsieren und dem Stück frenetischen Beifall zollen. Als Roland dann auch noch behauptet, dass sie keinen einzigen Patienten haben würde, wenn sie sich ihre Dienste bezahlen lassen würde, verlässt sie aufgebracht das Theater.
Kay Roland geht hochnäsig davon aus, dass, wenn Grace bei ihrer Großzügigkeit erst einmal das Geld ausgegangen sein sollte, sie reumütig zu ihm zurückkehren werde. In Kays Bruder Erik, der Grace sehr schätzt, findet die junge Dentistin rasch einen Verbündeten. Über einen Vermittlungsagenten namens Fletscher, organisiert Erik 20 Patienten, die sich von Fräulein Zahnarzt behandeln lassen möchten. Damit soll Roland das Wasser abgegraben werden, doch der durchschaut rasch die Manipulation und dreht Grace und Erik den Geldstrom ab, da die Patienten von seinem Geld „gekauft“ wurden. Bald ist Grace pleite, da kein zahlender Patient mehr kommt, und ihr Verlobter besitzt auch noch die Dreistigkeit, ihre Möbel pfänden zu lassen. Immerhin erweist sich Agent Fletscher als so anständig und hilft Grace aus der Patsche, indem er ihr in seiner Firma eine Stelle anbietet. Nach einigem Hin und Her versöhnen sich Grace und Kay, und die reaktionäre Moral dieser Geschichte verheißt, dass Grace von ihrem Wunsch, berufstätig sein zu wollen, gründlich „kuriert“ worden sei: Fortan will sie sich mit der klassischen Rolle einer Haus- und Ehefrau begnügen.

## Produktionsnotizen
Fräulein Zahnarzt entstand als leichtgewichtige Fingerübung während einer Drehpause zu Mays achtteiligem Monumentalfilm Die Herrin der Welt. Mehrere Mitglieder der Crew dieser Großproduktion waren auch an Fräulein Zahnarzt beteiligt. Der fünfaktige Film passierte im Juli 1919 die Filmzensur und erhielt ein Jugendverbot. Die Uraufführung fand, je nach Quelle, im August oder September 1919 in Berlins U.T. Kurfürstendamm statt. Der Film besaß eine Originallänge von 1571 Metern (1919). Bei der Neuzensurierung am 23. April 1921 wurde Fräulein Zahnarzt auf 1494 Meter heruntergekürzt.
Martin Jacoby-Boy entwarf die Filmbauten.

## Kritik
„Eine ausgezeichnete Idee ist von guten Darstellern im flotten Tempo herausgeholt und zu ganzer Wirksamkeit gebracht worden. Man kann es kaum fassen, daß Mia May, die fast ins Heroische hineingewachsen ist, für das komische Fach soviel übrig hat und ist doppelt überrascht, daß es ihr in so ausgezeichneter Weise gelingt. Die technischen Qualitäten der Mayfilme zeigen sich auch an diesem Stück...“